# Hemiceras flava
Hemiceras flava är en fjärilsart som beskrevs av William Schaus 1906. Hemiceras flava ingår i släktet Hemiceras och familjen tandspinnare. Inga underarter finns listade i Catalogue of Life.